# Лоусон, Найджел
Найджел Лоусон, барон Лоусон оф Блэби (англ. Nigel Lawson, Baron Lawson of Blaby; 11 марта 1932, Хампстед, Большой Лондон — 3 апреля 2023, Лондон) — британский политик от консерваторов и журналист. В период с 1974 по 1992 годов был членом парламента от избирательного округа Blaby и с 1981 по 1989 служил в кабинете Тэтчер.

## Биография
Лоусон родился 11 марта 1932 года в состоятельной еврейской семье, жившей в Хэмпстеде. Его отец, Ральф Лоусон (1904—1982), владел торговой фирмой в лондонском Сити, а мать, Джоан Элиза Дэвис, была из семьи успешных биржевых брокеров. Дед по отцовской линии был торговцем из Митавы (ныне Елгава, Латвия), в 1925 году сменившим фамилию с «Лейбсон» на «Лоусон», получив британское гражданство в 1911 году.
Найджел Лоусон дважды был женат:
- в 1955—1980 годах на Ванессе Сэльмон (годы жизни 1936—1985), чья семья основала крупную компанию J. Lyons and Co.[англ.]. У них родились сын, Доминик, и три дочери — Найджела, Томасина и Хоратия. Его дочь, Найджела Лоусон, — ресторанный критик и автор книг на тему кулинарии, а сын, Доминик Лоусон, — журналист.
- в 1980—2012 годах на Терезе Макли. У них родились сын Том и дочь Эмили.

Лоусон отучился в школе Бичвуд Парк, в Вестминстерской школе (пойдя по стопам отца) и в колледже Крайст-Чёрч, где получил диплом с отличием по специальности «философия, политические науки и экономика».
Отслужил офицером в Национальной службе Королевского военно-морского флота Великобритании, командуя там скоростным патрульным катером, HMS «Gay Charger».
В 1956 году начал карьеру журналиста, ведя колонку Lexicon в Financial Times. Дальнейшим продолжением его карьеры стали должности заведующего репортажами в The Sunday Telegraph в 1961 году и редактора в журнале The Spectator в период 1966—1970 годов.
Состоит членом клубов Garrick, Beefsteak и Pratt's.
Как отмечает издание «Газета.Ru» (2017), Лоусон «известен своей позицией, согласно которой антропогенное воздействие имеет минимальное, или не имеет вовсе воздействия на климат. Он часто пишет колонки в различных мировых СМИ, является основателем фонда Global Warming Policy Foundation – исследовательского центра, выступающего против нынешних мер против изменения климата».

## Политическая карьера
Лоусон проиграл на парламентских выборах в 1970 году от избирательного округа Eton и Slough, но затем прошёл на выборах 1974 года в депутаты парламента от избирательного округа Blaby (графство Лестершир), занимая должность до своей отставки на всеобщих выборах в 1992 году.
В своей парламентской деятельности Лоусон координировал тактику с другими заднескамеечниками, Джефом Рукером и Одри Уайсом, чтобы подвести законодательную базу под автоматическое индексирование пороговых значений налогов для предотвращения увеличения налогового бремени из-за инфляции (обычно превышающего 10% в год в течение срока работы того парламента).
С мая 1979 года служил финансовым секретарём казначейства до своего продвижения на пост министра энергетики. В июне 1983 года он был назначен канцлером казначейства и оставался им до своей отставки в октябре 1989 года. На обоих кабинетных постах он был ключевым сторонником тэтчеровской политики по приватизации нескольких важных отраслей промышленности, дерегуляции и курировал дерегуляцию финансовых рынков, документ о которой был подписан в Лондоне 27 октября 1986 года.
С 1989 по 1992 годы он был рядовым членом парламента, «заднескамеечником», а в 1992—2022 годах заседал в Палате лордов.